# Nacionalni parkovi i nacionalni parkovi rezervati Kanade
Nacionalni parkovi i nacionalni parkovi rezervati Kanade su lanac od 46 parkova i rezervata u Severnoj Americi, od kojih je jedan deo upisan u Uneskov spisak svetske baštine. Oni Kanadi pružaju izuzetnu lepotu očuvane prirode brojnim planinskim vrhovima, glečerima, jezerima, vodopadima, kanjonima i krečnjačkim pećinama. Oni predstavljaju samo jedan deo moćnog prirodnog okruženja Kanade - ubedljivu snagu - koja je oblikovala ne samo geografiju ove zemlje, već i tok njene istorije i iskustvo brojnih generacija ljudi koji žive i putuju kroz ove parkove. Polazeći od ovih vrednosti, osnivanje Nacionalnih parkova u Kanadi imalo je za cilj da se obezbedi zaštita ekosistema veličanstvenih prirodnih područja i pravilno upravljanje njima, a kod posetilaca stvori svest i potreba da razumeju, cene, i uživaju u lepotama ovih parkova na način koji ne dovodi u pitanje njihov integritet i opstanak.
Brigu o nacionalnim parkovima i nacionalnim parkovima rezervatima Kanade vode Parkovi Kanade. Ovo je državna agencija, koju je osnovala Vlada Kanade, 1911. godine, sa zadatkom da upravlja, štiti, održava i predstavlja nacionalno prirodno i kulturno nasleđe Kanade. Takođe, i da razvija društvene oblike ponašanja, shvatanja, prihvatanja i odobravanja, kako bi se obezbedio ekološki i istorijski integritet prirodnog i kulturnog nasleđa Kanade za sadašnje i buduće generacije.
Ukupna površina kanadskih nacionalnih parkova veća je od 300.000 km². Ovaj prostor je 53 puta veći od Ostrva Princ Edvard, ili 2,2 puta veći od tri pomorske provincije, a jednak je površini koju ima tri posto kanadskog kopna. Veličina nacionalnih parkova Kanade kreće se u rasponu od veličine Švajcarske, kolika je površina nacionalnog parka Vud Bafalo, do najmanjeg, biološki bogatog nacionalnog parka, Point Pili, površine od samo 15 km².

## Spisak nacionalnih parkova i nacionalnih parkova rezervata
Legenda
- Svetska baština ili deo svetske baštine
- Nacionalni parkovi - rezervati označeni su (Rezervat) nakon imena parka.

| Naziv                        | Fotografija | Lokacija                           | Površina u km²/sq mi      | Godina osnivanja            |
| ---------------------------- | ----------- | ---------------------------------- | ------------------------- | --------------------------- |
| Aulavik                      |             | Severozapadne teritorije           | 12.200 km2 (4.710 sq mi)  | 1992                        |
| Ajlitik                      |             | Nunavut                            | 19.089 km2 (7.370 sq mi)  | 2001                        |
| Banf                         |             | Alberta                            | 6.641 km2 (2.564 sq mi)   | 1885                        |
| Brus Penensula               |             | Ontario                            | 154 km2 (59 sq mi)        | 1987                        |
| Kap Bret Ajlend              |             | Nova Škotska                       | 949 km2 (366 sq mi)       | 1936                        |
| Elk Ajlend                   |             | Alberta                            | 194 km2 (75 sq mi)        | 1913                        |
| Forlan                       |             | Kvebek                             | 244 km2 (94 sq mi)        | 1970                        |
| Fandi                        |             | Nju Bransvik                       | 206 km2 (80 sq mi)        | 1948                        |
| Gordžin Bej Ajlend           |             | Ontario                            | 14 km2 (5 sq mi)          | 1929                        |
| Glejšer                      |             | Britanska Kolumbija                | 1.349 km2 (521 sq mi)     | 1886                        |
| Greslend                     |             | Saskačevan                         | 907 km2 (350 sq mi)       | 1981                        |
| Gros Morn                    |             | Njufaundlend i Labrador            | 1.805 km2 (697 sq mi)     | 1973                        |
| Golf Ajlend (Rezervat)       |             | Britanska Kolumbija                | 36 km2 (14 sq mi)         | 2003                        |
| Gvaj Hanes[A] (Rezervat)     |             | Britanska Kolumbija                | 1.495 km2 (577 sq mi)     | 1988                        |
| Evivek[B]                    |             | Jukon                              | 10.168 km2 (3.926 sq mi)  | 1984                        |
| Džasper                      |             | Alberta                            | 10.878 km2 (4.200 sq mi)  | 1907                        |
| Kedžimkedžik                 |             | Nova Škotska                       | 404 km2 (156 sq mi)       | 1968                        |
| Kluen[C] (Park i rezervat)   |             | Jukon                              | 22.013 km2 (8.499 sq mi)  | 1976 (Rezervat) 1993 (Park) |
| Kutni                        |             | Britanska Kolumbija                | 1.406 km2 (543 sq mi)     | 1920                        |
| Kačibauač                    |             | Nju Bransvik                       | 239 km2 (92 sq mi)        | 1969                        |
| La Morisi                    |             | Kvebek                             | 536 km2 (207 sq mi)       | 1970                        |
| Mingen Arhipalago (Rezervat) |             | Kvebek                             | 151 km2 (58 sq mi)        | 1984.                       |
| Mant Revolstek               |             | Britanska Kolumbija                | 260 km2 (100 sq mi)       | 1914.                       |
| Mealy Mountains (Rezervat)   |             | Njufaundlend i Labrador            | 10.780 km2 (4.162 sq mi)  | 2015.                       |
| Naats'ihch'oh (Rezervat)     |             | Severozapadne teritorije           | 4.850 km2 (1.873 sq mi)   | 2014                        |
| Nehena (Rezervat)            |             | Severozapadne teritorije           | 30.000 km2 (11.583 sq mi) | 1976                        |
| Pacifik Rim (Rezervat)       |             | Britanska Kolumbija                | 511 km2 (197 sq mi)       | 1970                        |
| Point Pili                   |             | Ontario                            | 15 km2 (6 sq mi)          | 1918                        |
| Princ Albert                 |             | Saskačevan                         | 3.874 km2 (1.496 sq mi)   | 1927                        |
| Ostrvo Princ Edvard          |             | Ostrvo Princa Edvarda              | 22 km2 (8 sq mi)          | 1937                        |
| Pukaskva                     |             | Ontario                            | 1.878 km2 (725 sq mi)     | 1978                        |
| Kasitik                      |             | Nunavut                            | 11.000 km2 (4.247 sq mi)  | 2015                        |
| Kutinirpark[E]               |             | Nunavut                            | 37.775 km2 (14.585 sq mi) | 2001                        |
| Rajding mauntin[F]           |             | Manitoba                           | 2.973 km2 (1.148 sq mi)   | 1933                        |
| Sabl Ajlend (Rezervat)       |             | Nova Škotska                       | 34 km2 (13 sq mi)         | 2013                        |
| Sirmilik                     |             | Nunavut                            | 22.200 km2 (8.571 sq mi)  | 2001                        |
| Tera Nova                    |             | Njufaundlend i Labrador            | 400 km2 (154 sq mi)       | 1957                        |
| Hiljadu ostrva               |             | Ontario                            | 24 km2 (9 sq mi)          | 1904                        |
| Torngat Mountains            |             | Njufaundlend i Labrador            | 9.700 km2 (3.745 sq mi)   | 2008                        |
| Tuktut Nogait                |             | Severozapadne teritorije           | 16.340 km2 (6.309 sq mi)  | 1996                        |
| Ukkusiksalik                 |             | Nunavut                            | 20.885 km2 (8.064 sq mi)  | 2003                        |
| Vuntut                       |             | Jukon                              | 4.345 km2 (1.678 sq mi)   | 1995                        |
| Wapusk                       |             | Manitoba                           | 11.475 km2 (4.431 sq mi)  | 1996                        |
| Waterton Lakes[G]            |             | Alberta                            | 505 km2 (195 sq mi)       | 1895                        |
| Vud Bafalo                   |             | Alberta · Severozapadne teritorije | 44.807 km2 (17.300 sq mi) | 1922                        |
| Joho                         |             | Britanska Kolumbija                | 1.313 km2 (507 sq mi)     | 1886                        |

## Spoljašnje veze
Медији везани за чланак Nacionalni parkovi i nacionalni parkovi rezervati Kanade на Викимедијиној остави

- Parkovi Kanade - zvanična stranica